# Santa Maria de Puigpelat
Santa Maria de Puigpelat és l'església parroquial de Puigpelat (Alt Camp), protegida com a bé cultural d'interès local.

## Descripció
L'església és un edifici entre mitgeres, de grans dimensions. És de planta rectangular, d'una sola nau de tres trams i amb capelles laterals. Els suports són pilars i pilastres, i la coberta recolza sobre arcs de mig punt. La nau central té volta de canó amb llunetes i el creuer cúpula sobre petxines. La façana és simètrica, amb afegits posterior. La porta d'accés és rectangular, amb carreus i motllures de pedra. El conjunt abraçada una fornícula amb carreus de pedra regulars, a l'interior de la qual hi ha la imatge de la Verge. La data de 1786 apareix inscrita a la clau de la llinda de la porta. L'acabament és en forma de frontó triangular. El campanar s'aixeca als peus de l'església, a la nau de l'Epístola. És de planta quadrada amb dos cossos vuitavats. Conserva una porta amb ferramentes del 1842.

## Història
L'església de Puigpelat, sufragània de Santa Maria de Vallmoll, passà a dependre de Sant Bartomeu d'Alió el 1579, per ordre d'Antoni Agustí, arquebisbe de Tarragona entre 1577 i 1586. Actualment està agrupada a la de Santa Maria de Vilabella, de l'arxiprestat de l'Alt Camp, arquebisbat de Tarragona.